# Trofie
Les trofie (ou trofiette) sont des pâtes alimentaires allongées, fines et torsadées, vraisemblablement originaires de Sori, en Ligurie, dans le nord de l'Italie.

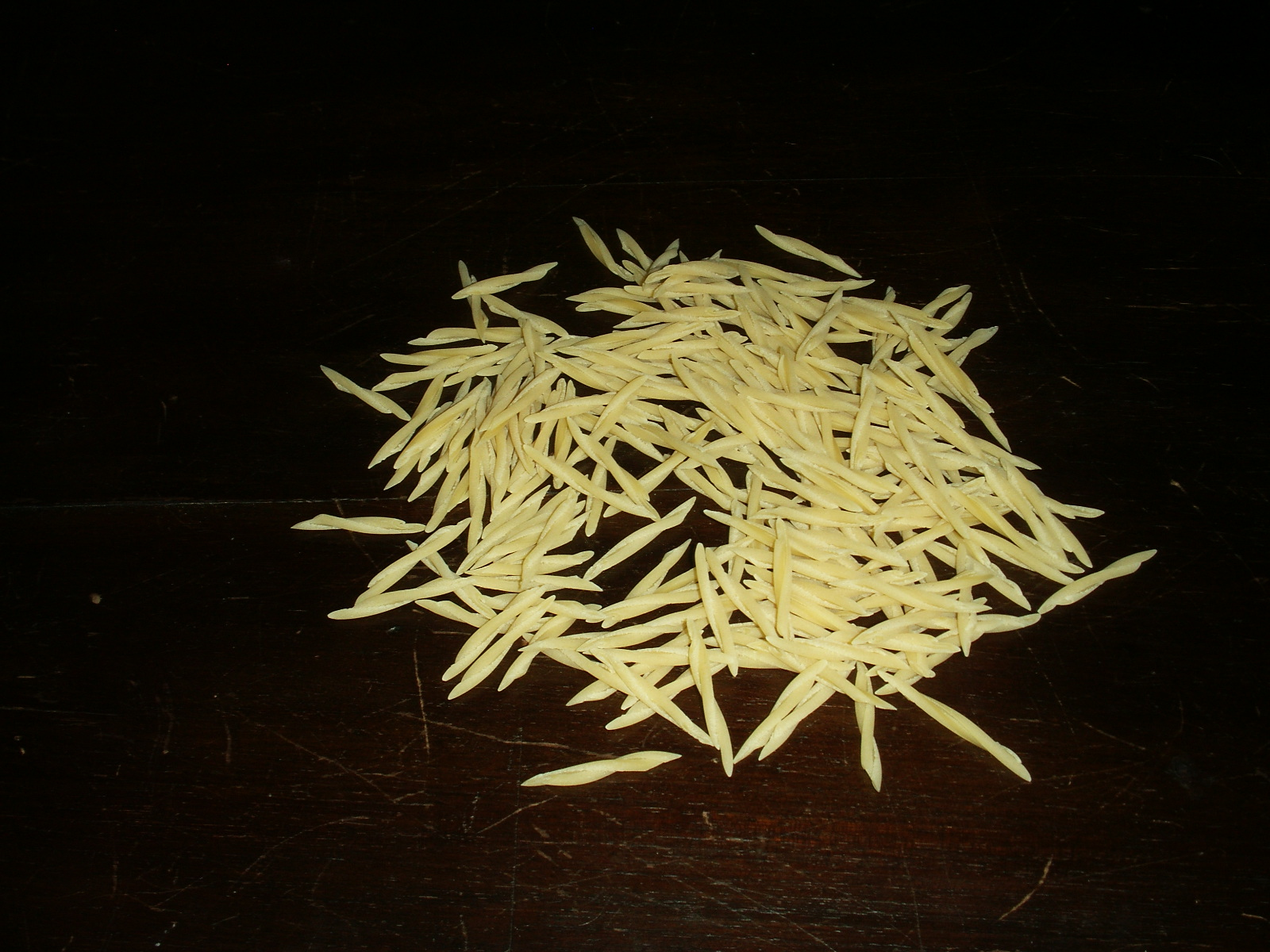
Trofie industrielles.
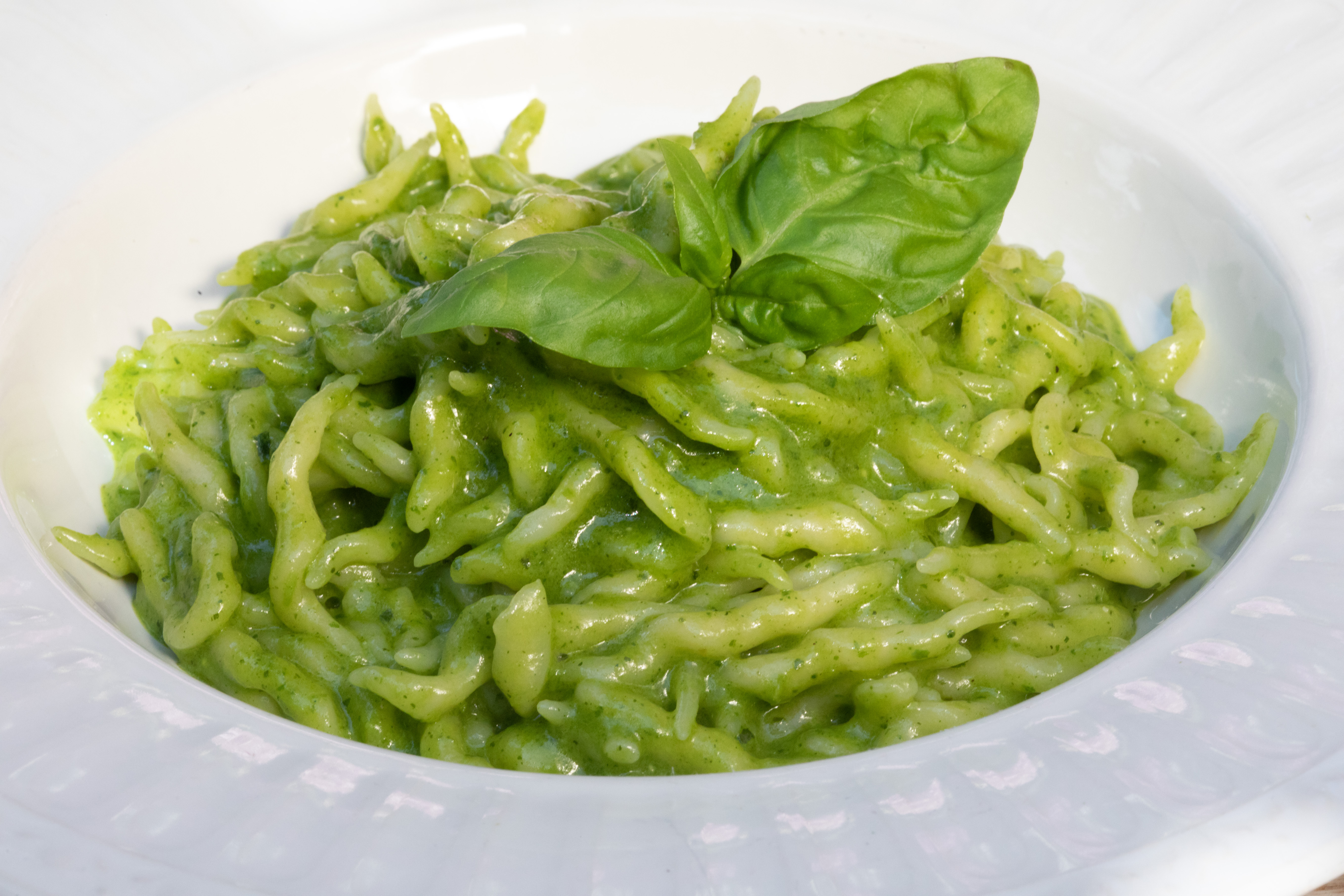
Trofie au pesto.
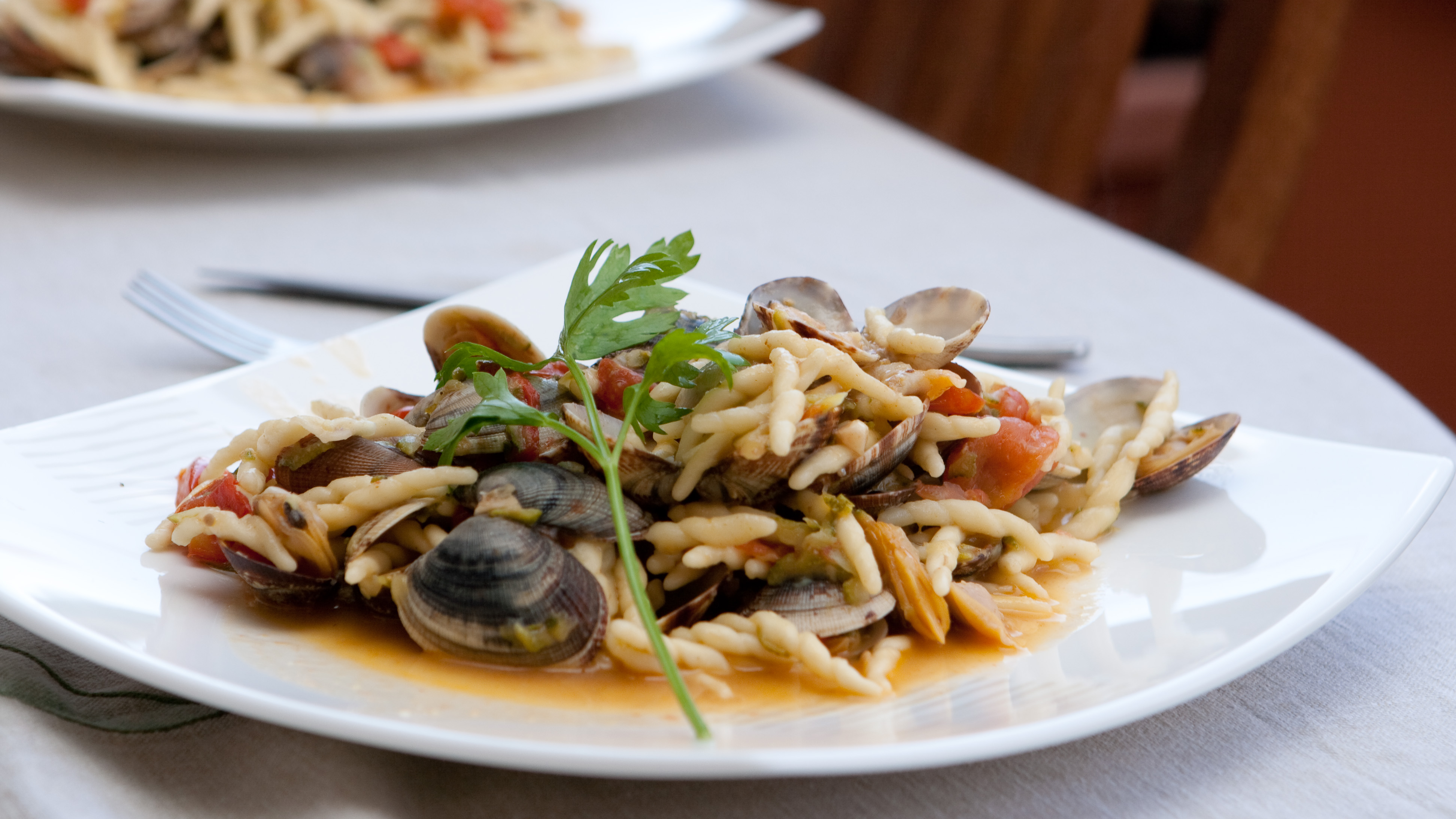
Trofie aux palourdes.